# Tarbet
Tarbet (gael. An Tairbeart) – wieś w hrabstwie Argyll and Bute, w Szkocji. Położona na zachodnim brzegu jeziora Loch Lomond, ok. 3 km od Arrochar. Według danych na rok 1971 miejscowość zamieszkiwało 292 osób.

## Klimat
Średnia temperatura wynosi 5 °C. Najcieplejszym miesiącem jest lipiec (12 °C), a najchłodniejszym miesiącem jest grudzień (–2 °C).

## Infrastruktura
Tarbet jest położona w okolicach skrzyżowania dróg A82 oraz A83.